# GKO
GKO – granat kumulacyjno-odłamkowy produkowany z Zakładach Metalowych DEZAMET SA. Granaty tego typu pełnią rolę subamunicji umieszczonej w głowicy kasetowej F-M-21 K1 rakietowego pocisku niekierowanego Feniks-Z, pocisku moździerzowego Rad-2 i pocisku artyleryjskiego Hesyt-1. GKO ma kaliber 38 mm, długość 118 mm i masę 0,55 kg. Pocisk jest w stanie przebić pancerz o grubości do 120 mm.